# 유우용
유우용은 대한민국의 영화 감독이자 촬영 감독이다.

## 참여 작품
- 만무방
- 변금련2
- 빠담풍
- 변금련
- 외길가게 하소서
- 잿빛 사랑노트
- 크라이막스 원
- 둥지속의 철새
- 이별없는 아침
- 피조개 뭍에 오르다
- 가고파
- 아니벌써
- 죽음보다 깊은 잠